# 白濑乡
白濑乡，是中华人民共和国福建省泉州市安溪县下辖的一个乡镇级行政单位。

## 行政区划
白濑乡下辖以下地区：
白濑村、上格村、下镇村、长基村和寨坂村。